# Revolución Blanca (Irán)

La Revolución Blanca (en persa: انقلاب سفید Enghelāb-e Sefid) fue un programa de reformas en Irán, lanzado en 1963 por el sah Mohammad Reza Pahleví y que duró hasta 1978. Este programa fue diseñado especialmente para debilitar a las clases que apoyaban el sistema tradicional. Pretendía la mejora del sistema educativo, beneficios a pequeños productores y la participación de los asalariados en los beneficios de la empresa. Todo ello al mismo tiempo que se pretendía occidentalizar el país.

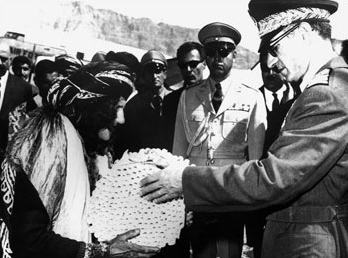
El sha repartiendo tierras mediante la entrega de escrituras

El sha dijo públicamente que la Revolución Blanca era un paso hacia la modernización del país, aunque también había motivos políticos, puesto que se consideró que era una forma de darle legitimidad a la dinastía Pahlevi. Parte de la razón para lanzar la Revolución Blanca era que el sah quería deshacerse de la influencia de la burguesía local creando una nueva base de apoyo entre los campesinos y la clase trabajadora. Para darle legitimidad a la revolución, el sah convocó un referendo en 1963 en el cual las reformas fueron aprobadas. Sin embargo, la revolución condujo a nuevas tensiones sociales que ayudaron a crear varios de los problemas que el sah intentó evitar. La revolución trajo desequilibrios sociales, enfrentando al sha con los sectores tradicionales del país.
El régimen del sha intentó modernizar Irán en detrimento de su gente y tradiciones, haciendo que creciera la insatisfacción popular. La rápida modernización del país chocó con contradicciones económicas, sociales y culturales: la insatisfacción económica y social generada por un reparto desigual de la riqueza petrolera degeneró en una corrupción e inflación rampantes y en una situación volátil de hacinamiento en las ciudades debido a las migraciones rurales. Por su parte, la “frustración cultural” venía de un “modelo de civilización importado” y de la imposición de costumbres occidentales ajenas a gran parte de la población iraní. Menter Sahinler (un experto en Medio Oriente) expresó la situación así: “la occidentalización en Irán se identificó con un régimen dictatorial en beneficio de sus minorías privilegiadas y sometido a los intereses norteamericanos”.
La reforma agraria, destinada al principio a mejorar las condiciones de los campesinos al redistribuir las tierras, se encontró con la oposición de los terratenientes y el clero. Al mismo tiempo, la reforma fue abandonando sus objetivos sociales originales en busca de la productividad y el beneficio económico: una ley de 1968 permitió expropiar a los campesinos para crear grandes explotaciones agroindustriales.
Aunque la Revolución Blanca contribuyó al progreso económico y tecnológico de Irán, las fallas de la reforma agraria, la falta parcial de reformas democráticas, una modernización demasiado rápida, y un sistema corrupto, represivo [cita requerida]y vasallo de los intereses de las naciones occidentales, así como el antagonismo con el clero y los terratenientes, eventualmente contribuyeron al derrocamiento del sha y el triunfo de la Revolución iraní en 1979. Las medidas modernizadoras llevó a un control más estricto de las instituciones religiosas por parte del Estado. 
En 1971 tuvieron lugar en Persépolis ceremonias fastuosas durante tres días con motivo de la celebración de los 2500 años del Imperio Persa. La familia real invitó a numerosos mandatarios y personalidades internacionales. El fasto de las ceremonias, que movilizaron más de 200 servidores venidos de Francia para los banquetes, suscitó polémica en la prensa y contribuyó a empañar la imagen del Shah. El monto de los gastos fue evaluado en más de 22 000 000 dólares estadounidenses, y la financiación fue realizada en detrimento de otros proyectos urbanísticos o sociales. Además, las fiestas fueron acompañadas por la represión de los opositores al Shah.

## Antecedentes
Mohammad Reza sucedió a su padre Reza Shah, simpatizante de la Alemania Nazi durante la Segunda Guerra Mundial que fue obligado a abdicar, en agosto de 1941, por Reino Unido y la Unión Soviética. Durante el periodo que duró la guerra Irán permaneció ocupada por británicos y soviéticos, y el nuevo Sah Reza Pahlaví colaboró con los aliados.  
El sha estuvo implicado en el golpe de Estado en Irán de 1953, que la CIA ejecutó con el apoyo y la iniciativa del MI6, aunque solo después de dudarlo mucho tras temer que se tratara de una trampa de los británicos.